# Funaria pulchella
Funaria pulchella là một loài Rêu trong họ Funariaceae. Loài này được H. Philib. mô tả khoa học đầu tiên năm 1884.